# Bo Larsson
Bo Larsson   (Malmö, 5 de maig de 1944 - Malmö, 18 de desembre de 2023) va ser un futbolista suec de la dècada de 1970. Fou 70 cops internacional amb la selecció sueca amb la qual participà en la Copa del Món de Futbol de 1970, 1974 i 1978. Pel que fa als clubs, defensà els colors del Malmö FF i el VfB Stuttgart.